# Mitilene
Não confundir com a vila de Mitilínio, na ilha de Samos.

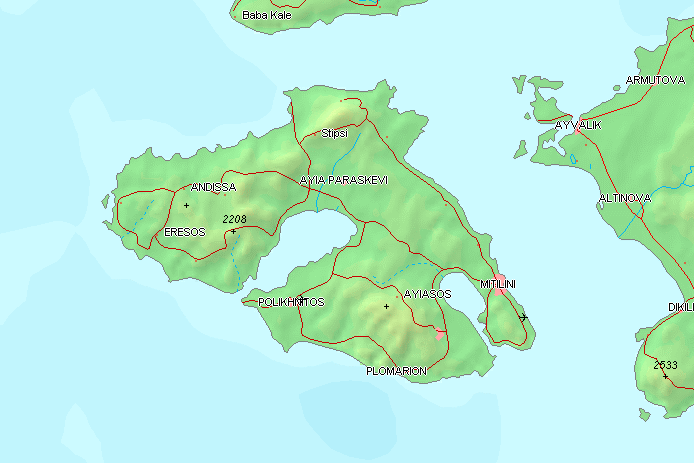
Mapa de Lesbos com Mitilene em destaque

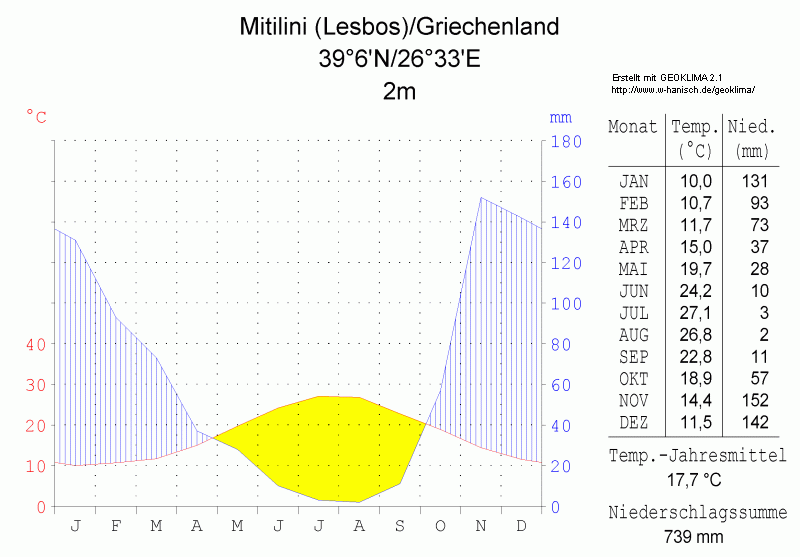
Diagrama climático de Mitilene

Mitilene (em grego: Μυτιλήνη; romaniz.: Mytilíni) é a capital da ilha grega de Lesbos, uma ilha grega situada no mar Egeu, próximo à costa da Anatólia, e que pertence à prefeitura grega de Lesbos. Tem uma população de 27 242 habitantes (2001). Mitilene está ligada pela estrada GR-67 à Escala Eresu, um povoado no outro lado da ilha. Mitilene é rodeada de campos cultivados e fica a pouca distância das montanhas situadas no noroeste da ilha. O aeroporto fica alguns quilómetros a sul da cidade, estando a ela ligado por uma via rápida.
O título eclesiástico de arcebispo de Mitilene, meramente honorário de in partibus infidelium, é em geral concedido a um dos coadjutores do patriarca de Lisboa.

## Mitologia
Alguns autores  diziam que o nome Mitilene foi dado por Mitão, filho de Posidão e Mitilene. Por isso, Calímaco chamava a ilha de Lesbos de Mitão, e Partênio chamava as mulheres de Lesbos de mitônidas.
De acordo com Diodoro Sículo, o nome da cidade deriva de Mitilene, filha de Macareu, filho de Crínaco, filho de Zeus; Macareu havia tomado posse da ilha de Lesbos, que estava desabitada desde o dilúvio de Deucalião.

## Personalidades ligadas a Mitilene
- Safo
- Odysseas Elytis (Prémio Nobel)
- Theophilos Hatzimihail (Folclore e Pintura)
- Alceu de Mitilene (poeta clássico)
- Pítaco (tirano da cidade no século VI a.C. e um dos sete sábios da Grécia antiga)
- Kostas Kenteris (atleta)
- Oruç Reis (corsário e Bei de Argel)
- Barbaros Hayreddin Paxá (corsário e Bei de Argel, irmão de Oruç Reis)
- Hüseyin Hilmi Paxá (Grão-vizir do Império Otomano)
- Cemal Paxá (militar e político otomano)